# 山田高生
山田高生（やまだ　たかお、1932年11月15日-2014年10月10日）は、日本の社会学者。成城大学名誉教授。専門はドイツ社会政策史。
東京市（現新宿区）出身。東京都立新宿高等学校卒、1959年一橋大学社会学部卒。大陽寺順一ゼミ出身。64年一橋大学大学院経済学研究科博士課程満期退学。高島善哉の指導を受けた。同年成城大学経済学部助手、講師、助教授、教授、2003年定年退任、名誉教授。2003年「ドイツ社会政策史研究  ビスマルク失脚後の労働者参加政策」で一橋大学より博士（社会学）の学位を取得。2011年瑞宝中綬章受勲。

## 著書
- 『ドイツ社会政策史研究 ビスマルク失脚後の労働者参加政策』千倉書房　成城大学経済学部研究叢書 1997

共編
- 『社会政策の思想と歴史 大陽寺順一教授還暦記念論文集』津田真澂共編 千倉書房 1985

### 翻訳
- マックス・ヴェーバー『世界の大思想 第23巻 政治・社会論集』田中真晴、中村貞二、出口勇蔵、阿部行蔵、世良晃志郎、清水幾太郎,清水礼子共訳 河出書房新社 1965
- ハンス・シェルプナー『現代社会福祉論 本質と発展形態』国際社会福祉協議会日本国委員会 1973
- ヴェーバー『政治論集』1-2　中村貞二、脇圭平、嘉目克彦、林道義共訳 みすず書房 1982
- フリッツ・ナフタリ編『経済民主主義 本質・方途・目標御茶の水書房 1983

## 注
1. ↑  山田高生氏死去
2. ↑  山田高生「社会政策論の方法 : 大陽寺順一『社会政策論の歴史と現在』(一九九七年)の刊行によせて (池田浩太郎名誉教授古稀記念号)」『成城大學經濟研究』第139巻、成城大学経済学会、1998年1月、35-73頁、ISSN 03874753、CRID 1050564287426826752。
3. ↑  『現代日本人名録』
4. ↑  “平成23年秋の叙勲 瑞宝中綬章受章者” (PDF).  内閣府. p. 21 (2011年11月3日). 2016年3月5日時点のオリジナルよりアーカイブ。2023年4月7日閲覧。